# 薛夏
薛夏（?—?），字宣声，天水郡（治今甘肃省甘谷）人，三国时曹魏学者。
薛夏其母怀孕时，梦见有人赠送一箱衣服：“夫人必生贤明之子，为帝王所宗。”薛夏弱冠之年，才智过人、博学有才。天水有姜、阎、任、赵四大姓，薛夏遭大姓排挤。薛夏出游京师。丞相曹操久闻其名，非常礼遇。后来郡中姜、阎等家族陷害，将他下颖川监狱。当时曹操在冀州，听说薛夏为本郡囚禁，说：“薛夏无罪。汉阳的小儿辈想要杀他！”指令颍川郡将他释放，并召置署为军谋掾，在帐下参谋军事。魏文帝曹丕看重他的才能，黄初年间擢为秘书丞，专掌国家图书典籍。文帝喜欢经传文学，君臣终日高谈阔论，谈论书传。称呼他不称名，称之为薛君。薛夏贫困，魏文帝亲解御服袍赐给他。征东将军曹休来朝，当时文帝和薛夏正在讲论，外面报告曹休到，文帝让曹休进来。文帝介绍薛夏给曹休：“此君，秘书丞天水薛宣声也，宜共谈。”魏明帝太和年间，常把公事交给兰台处理。薛夏说：“兰台为外台，秘书为内阁，台、阁，一也。”几年后病亡，让他的儿子不要回天水。